# Colonna dei bandi

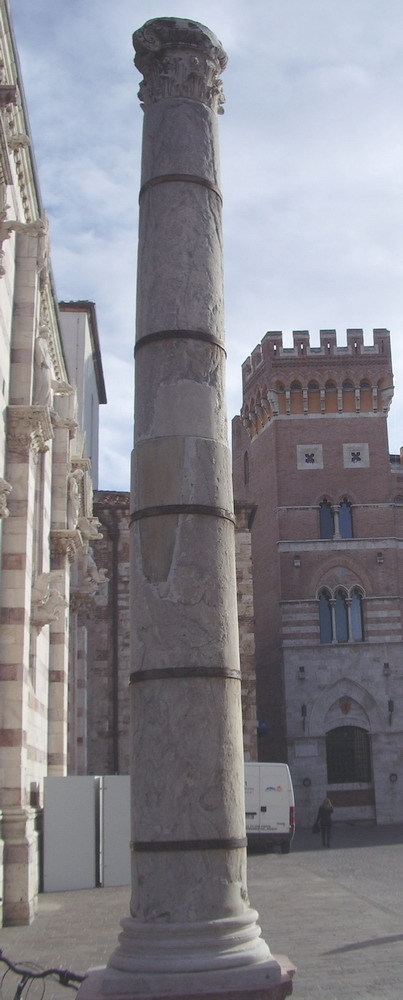
La Colonna romana in piazza Dante a Grosseto

La colonna dei bandi è una colonna romana in marmo bianco situata in piazza Dante a Grosseto.
La colonna originale, storicamente utilizzata per l'affissione dei bandi pubblici nella piazza principale della città, è andata perduta in seguito ai lavori di ristrutturazione urbana del 1846, ed è stata sostituita nel 1966 con un'altra colonna, anch'essa romana e risalente al II secolo d.C..

## Storia
La presenza di una colonna utilizzata per l'affissione di bandi nella piazza principale della città è attestata al 1617, ed è confermata nei secoli successivi fino almeno al 1832: essa fu molto probabilmente rimossa nel 1846 con i lavori di ristrutturazione della piazza a cura dell'ingegnere Angiolo Cianferoni, che terminarono con il posizionamento del complesso scultoreo dedicato al granduca Leopoldo II di Lorena, detto "Canapone".
Da allora, dell'originale colonna dei bandi si sono perse le tracce, e solamente nel 1966, in occasione del bicentenario dell'istituzione della Provincia di Grosseto, ne venne collocata un'altra in sua sostituzione, di fianco al lato destro della cattedrale.
La colonna è stata leggermente spostata nel 2012 per permettere la realizzazione della rampa laterale di accesso al duomo.

## Descrizione
La colonna, posizionata nel 1966, è stata rinvenuta a Roselle nel 1863, durante i lavori di costruzione di Casa Passerini, ed è stata datata intorno al II secolo d.C.. Si presenta a sezione circolare senza scanalature, ben conservata, poggiante su un basamento posticcio. Alla sommità spicca un caratteristico capitello di ordine composito.